# Notoxenoides setosa
Notoxenoides setosa är en kräftdjursart som beskrevs av Michitaka Shimomura 2009. Notoxenoides setosa ingår i släktet Notoxenoides och familjen Paramunnidae.
Artens utbredningsområde är Filippinska sjön. Inga underarter finns listade i Catalogue of Life.